# Shiho Tomari
Shiho Tomari (泊 志穂 Tomari Shiho?,  nacido el 26 de marzo de 1990 en Aichi) es una futbolista japonesa que jugaba como delantero.
En 2017, Tomari jugó 2 veces para la selección femenina de fútbol de Japón.

## Trayectoria

### Clubes
| Club               | País    | Año         |
| ------------------ | ------- | ----------- |
| Urawa Reds         | Japón   | 2012 - 2014 |
| AC Nagano Parceiro | Japón   | 2015 - 2017 |
| Wacker Innsbruck   | Austria | 2018 -      |

### Selección nacional
| Selección | País  | Año  |
| --------- | ----- | ---- |
| Absoluta  | Japón | 2017 |

## Estadística de equipo nacional
| Selección femenina de fútbol de Japón | Selección femenina de fútbol de Japón | Selección femenina de fútbol de Japón |
| Año                                   | Partidos                              | Goles                                 |
| ------------------------------------- | ------------------------------------- | ------------------------------------- |
| 2017                                  | 2                                     | 0                                     |
| Total                                 | 2                                     | 0                                     |